# Ізвестковий (Кемеровський округ)
Ізвестко́вий (рос. Известковый) — селище у складі Кемеровського округу Кемеровської області, Росія.

## Населення
Населення — 30 осіб (2010; 24 у 2002).
Національний склад (станом на 2002 рік):
- росіяни — 92 %